# Film at Lincoln Center

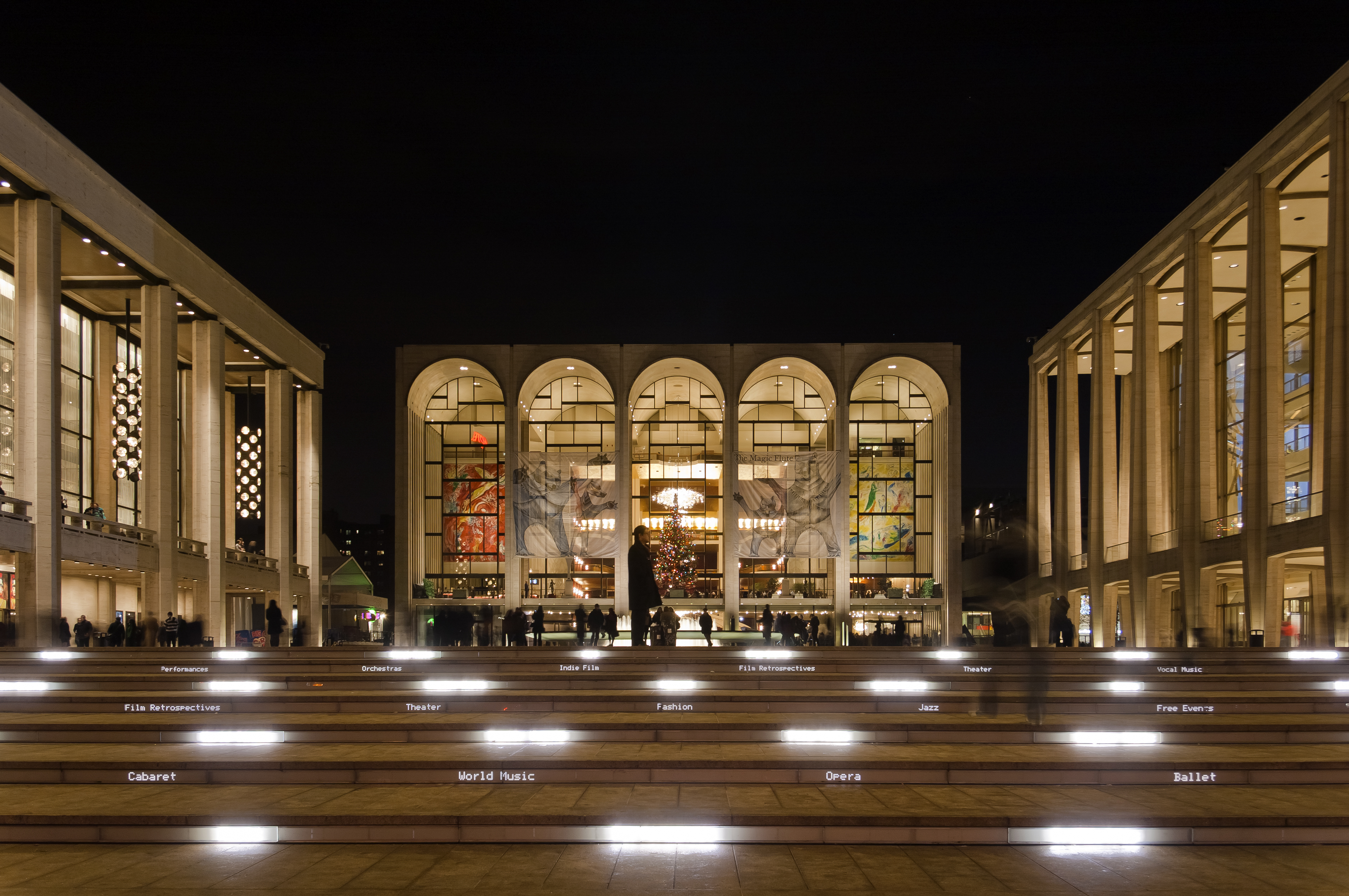
La Film Society of Lincoln Center est située au Lincoln Center for the Performing Arts à New York.

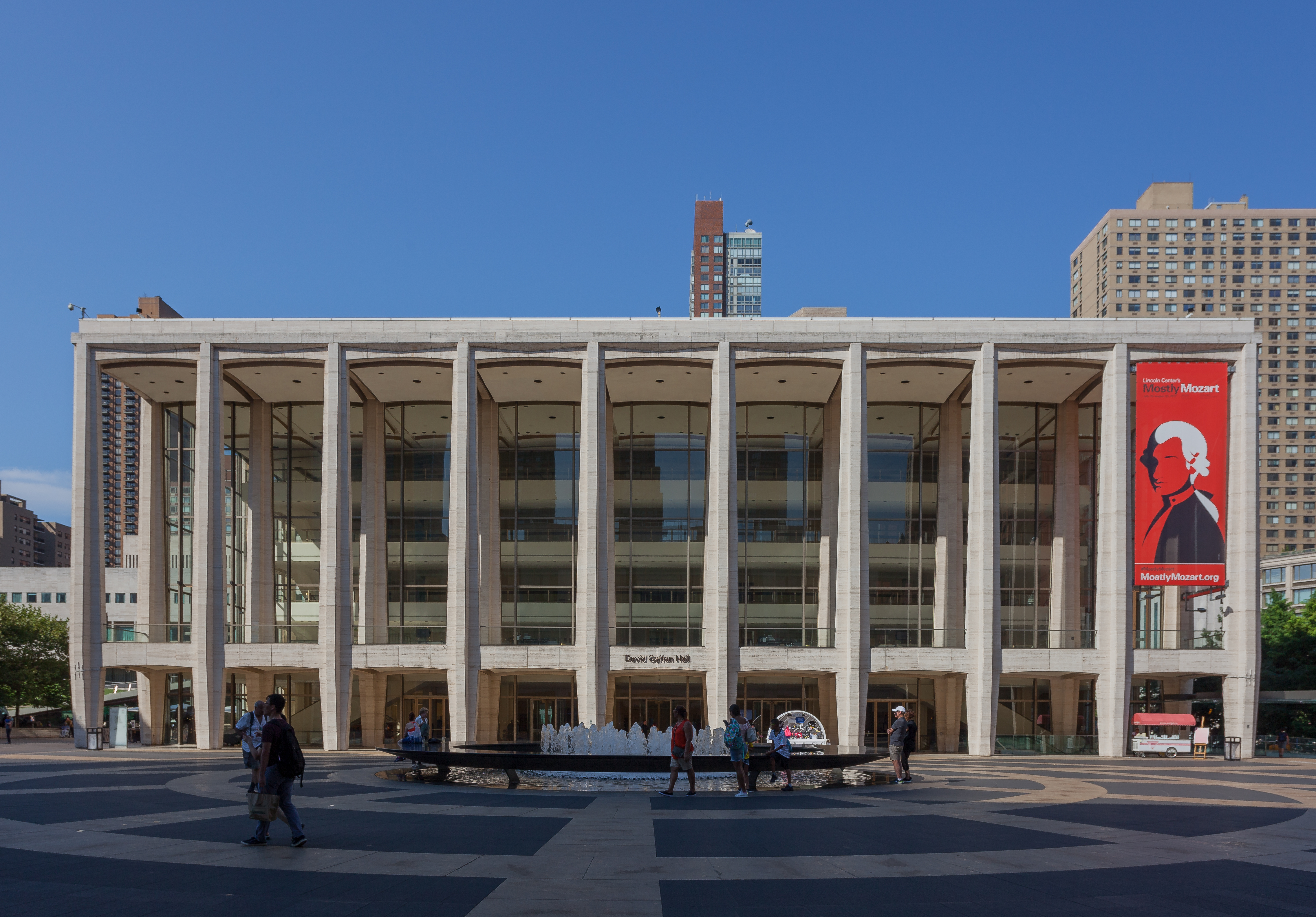
Avery Fisher Hall, maintenant appelé David Geffen Hall depuis septembre 2015, au Lincoln Center, où la Film Society tient chaque année son Gala Tribute.

Film at Lincoln Center, anciennement connu sous le nom de Film Society of Lincoln Center (jusqu'au 29 avril 2019), est une organisation de présentation de films basée à New York, aux États-Unis. Fondée en 1969 par trois dirigeants du Lincoln Center— William F. May, Martin E. Segal et Schuyler G. Chapin — la société cinématographique met en lumière le cinéma indépendant américain et le cinéma mondial, et reconnaît et soutient les nouveaux cinéastes.
La Film Society of Lincoln Center est l'une des onze organisations résidentes du Lincoln Center for the Performing Arts.
La société cinématographique a présenté au public américain les œuvres de nombreux cinéastes les plus acclamés au monde, dont François Truffaut, Rainer Werner Fassbinder, Jean-Luc Godard, Pedro Almodóvar et Martin Scorsese.
Chaque année, l'organisation présente son Gala Tribute annuel, honorant des stars légendaires et des leaders de l'industrie au David Geffen Hall du Lincoln Center, anciennement connu sous le nom d'Avery Fisher Hall.
La Film Society of Lincoln Center accueille également le festival annuel du film de New York et est co-présentatrice (avec le Museum of Modern Art) du festival New Directors / New Films. La Film Society publie également la revue de cinéma bimensuelle Film Comment (en).

## Lauréats du Gala Tribute
- 1972 : Charlie Chaplin
- 1973 : Fred Astaire
- 1974 : Alfred Hitchcock
- 1975 : Joanne Woodward et Paul Newman
- 1978 : George Cukor
- 1979 : Bob Hope
- 1980 : John Huston
- 1981 : Barbara Stanwyck
- 1982 : Billy Wilder
- 1983 : Laurence Olivier
- 1984 : Claudette Colbert
- 1985 : Federico Fellini
- 1986 : Elizabeth Taylor
- 1987 : Alec Guinness
- 1988 : Yves Montand
- 1989 : Bette Davis
- 1990 : James Stewart
- 1991 : Audrey Hepburn
- 1992 : Gregory Peck
- 1993 : Jack Lemmon
- 1994 : Robert Altman
- 1995 : Shirley MacLaine
- 1996 : Clint Eastwood
- 1997 : Sean Connery
- 1998 : Martin Scorsese
- 1999 : Mike Nichols
- 2000 : Al Pacino
- 2001 : Jane Fonda
- 2002 : Francis Ford Coppola
- 2003 : Susan Sarandon
- 2004 : Michael Caine
- 2005 : Dustin Hoffman
- 2006 : Jessica Lange
- 2007 : Diane Keaton
- 2008 : Meryl Streep
- 2009 : Tom Hanks
- 2010 : Michael Douglas
- 2011 : Sidney Poitier
- 2012 : Catherine Deneuve
- 2013 : Barbra Streisand
- 2014 : Rob Reiner
- 2015 : Robert Redford
- 2016 : Morgan Freeman
- 2017 : Robert De Niro
- 2018 : Helen Mirren
- 2019 : Gala du 50e anniversaire
- 2020 : non attribué
- 2021 : Spike Lee
- 2022 : Cate Blanchett
- 2023 : Viola Davis
- 2024 : Jeff Bridges

## Sélection de 2019[Quoi ?]
- Clémency (2019) de Chinonye Chukwu, USA, 113 minutes
- Monos (2019) d'Alejandro Landes, Colombia/Argentina/Netherlands/Germany/Sweden/Uruguay, 102 minutes
- Share (2019) de Pippa Bianco, USA, 87 minutes
- Comme si de rien n'était (All Good) (2018) d'Eva Trobisch, Germany, 90 minutes
- Angelo (2018) de Markus Schleinzer, Austria/Luxembourg, 111 minutes
- Bait (2019) de Mark Jenkin, UK, 89 minutes
- Belonging (2019) de Burak Cevik, Turquie/Canada/France, 72 minutes
- The Chambermaid (2018) de Lila Avilés, Mexique, 102 minutes
- End of the Century (2019) de Lucio Castro, Argentina, 84 minutes
- A Family Submerged (2018) de María Alché, Argentina/Norway/Germany/Brazil, 91 minutes
- Fausto (2018) d'Andrea Bussmann, Mexique/Canada, 70 minutes
- Genèse (2018) de Philippe Lesage, Canada, 130 minutes
- Honeyland (2019) de Tamara Kotevska et Ljubomir Stefanov, Macédoine, 85 minutes
- Joy (2018) de Sudabeh Mortezai, Autriche, 99 minutes
- A Land Imagined (2018) de Yeo Siew Hua, Singapour/France/Netherlands, 95 minutes
- The Load (2018) de Ognjen Glavonić, Serbie/France/Croatia/Iran/Qatar, 98 minutes
- Long Way Home (2018) d'André Novais Oliveira, Brazil, 113 minutes
- Manta Ray (2018) de Phuttiphong Aroonpheng, Thaïlande/France/Chine, 105 minutes
- Midnight Family (2019) de Luke Lorentzen, Mexique/USA, 81 minutes
- MS Slavic 7 (2019) de Sofia Bohdanowicz et Deragh Campbell, Canada, 64 minutes
- The Plagiarists (2019) de Peter Parlow, USA, 76 minutes
- Present.Perfect. (2019) de Shengze Zhu, USA/Hong Kong, 124 minutes
- Sauvage (2018) de Camille Vidal-Naquet, France, 99 minutes
- Suburban Birds (2018) de Qiu Sheng, Chine, 113 minutes